# 方位 (弘治進士)
方位（1467年—？），字惟立，江西廣信府弋陽縣人，民籍，明朝政治人物。

## 生平
弘治十一年戊午科江西鄉試第二十二名舉人。弘治十八年（1505年）中式乙丑科會試第二百七十二名，二甲第六十一名進士。

## 家族
曾祖方伯□；祖父方思□；父方□，教授。母張氏。永感下。